# 马格德堡
马格德堡（德語發音：[ˈmakdəbʊʁk] ⓘ）是德国萨克森-安哈尔特州的首府，该州仅次于哈雷的第二大城市，也是该州三个非县辖城市之一。马格德堡位于易北河畔，是基督教和天主教的主教教区首邑，拥有两所高等学府，马格德堡奥托·馮·格里克大學和马格德堡-施滕达尔应用科学大学。
这个城市因曾经作为奥托一世的皇宫所在地而著名。奥托一世在962年建立神圣罗马帝国。2005，马格德堡举办了建市1200周年庆典。
从语言学上讲，“Magdeburg”这个名字可以上溯到“Magadoburg”这个单词，意思可能是“Mächtige Burg”（中文：强大的城堡）。

## 历史

### 中世纪
马格德堡是欧洲最重要的中世纪城市之一。神圣罗马帝国皇帝奥托一世在其大部分统治时间里都居住在这里，死后也葬于此地的主教座堂。发生在该城的重要事件包括：
- 805年，在Diedenhof Capitulary里第一次提到了马格德堡。
- 919年，亨利一世在马格德堡修筑工事以防御马扎尔人和斯拉夫人。
- 929年，亨利一世安排自己的儿子奥托一世迎娶了Edward the Elder的女儿伊迪丝。在两人的婚礼上，伊迪丝收到了新婚礼物---马格德堡。伊迪丝对这座城市有着独特的喜爱并经常居住于此。
- 937年，一个皇家聚会在马格德堡举行。同时，马格德堡主教座堂的前身圣莫里斯隐修院建立。
- 946年，伊迪丝王后逝世并葬于修道院的地下室。
- 968年，在拉韦纳宗教会议上，马格德堡总主教一职设立。总主教在德国对易北河东斯拉夫人土地的殖民过程中扮演了重要的角色。
- 973年，奥托一世逝世并葬于马德格堡主教座堂。
- 1035年，马格德堡获得了举办贸易展览和会议的特权，来自各国的游客开始集聚此地。
- 1118年，马格德堡几乎被大火毁灭。
- 十三世纪，马格德堡成为汉萨同盟的成员。在汉萨同盟期间，它与布鲁塞尔、安特卫普、科隆、纽伦堡、吕贝克、帕多瓦、曼托瓦、克雷莫纳、维罗纳、皮亚琴察、米兰、热那亚、佛罗伦萨、梅斯和斯特拉斯堡一同成为神圣罗马帝国中居民超过20,000的城市。马格德堡拥有一个自治的模式，称为Magdeburger Recht，后来被东欧的许多城市采用。马格德堡的市民坚持不懈地与主教斗争，到15世纪末，已基本独立于主教了。

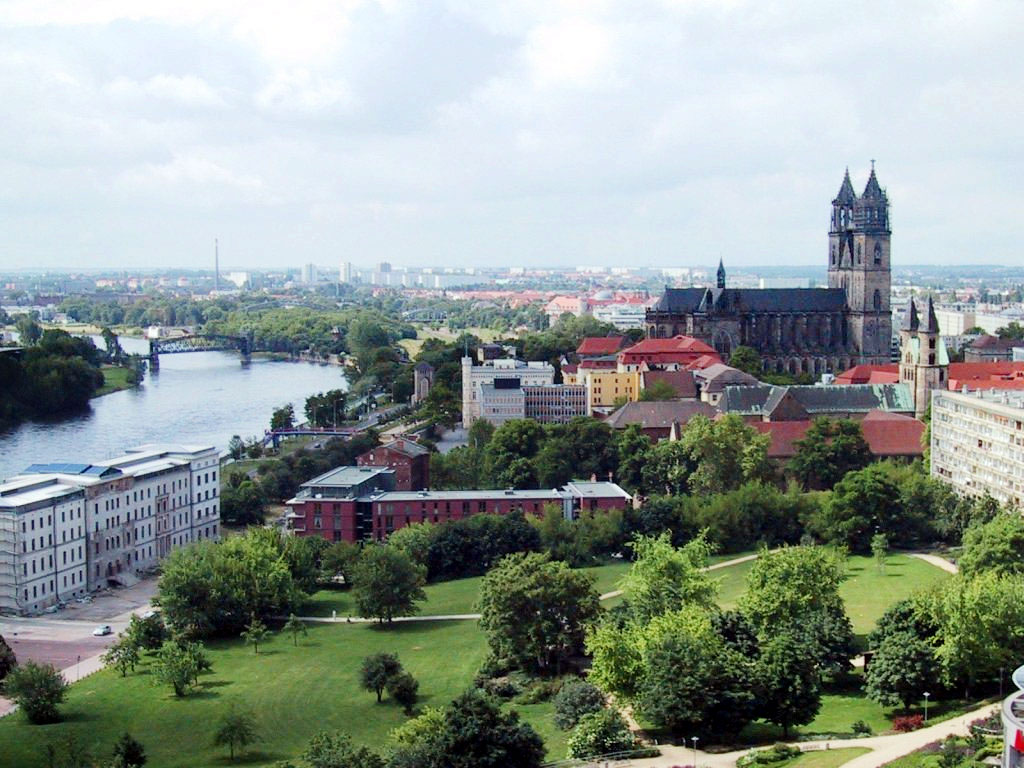
远眺教堂

- 1524年，马丁·路德来到曾经就读过的马格德堡，开始鼓吹并促成该市叛离天主教。宗教改革在马格德堡迅速拥了一批信徒。
- 神圣罗马帝国皇帝查理五世再次宣布已加入Alliance of Torgau和Schmalkadic League的马格德堡为非法，因为它没有接受神圣罗马帝国的“临时敕令”。
- 在随后的几年中，马格德堡成为了新教的“堡垒”，也是第一个出版马丁·路德著作的城市。

### 新时代
- 1631年，在三十年战争中，神圣罗马帝国的军队攻破马格德堡并制造了大屠杀。在这场马格德堡洗劫中，约有20,000居民被杀，城市也被大火焚烧。战事结束后，这座被毁的城市仅剩下了400人。
- 1648年，威斯特伐利亚和约规定，马格德堡将在当时的行政官死后归并入勃兰登堡-普鲁士。

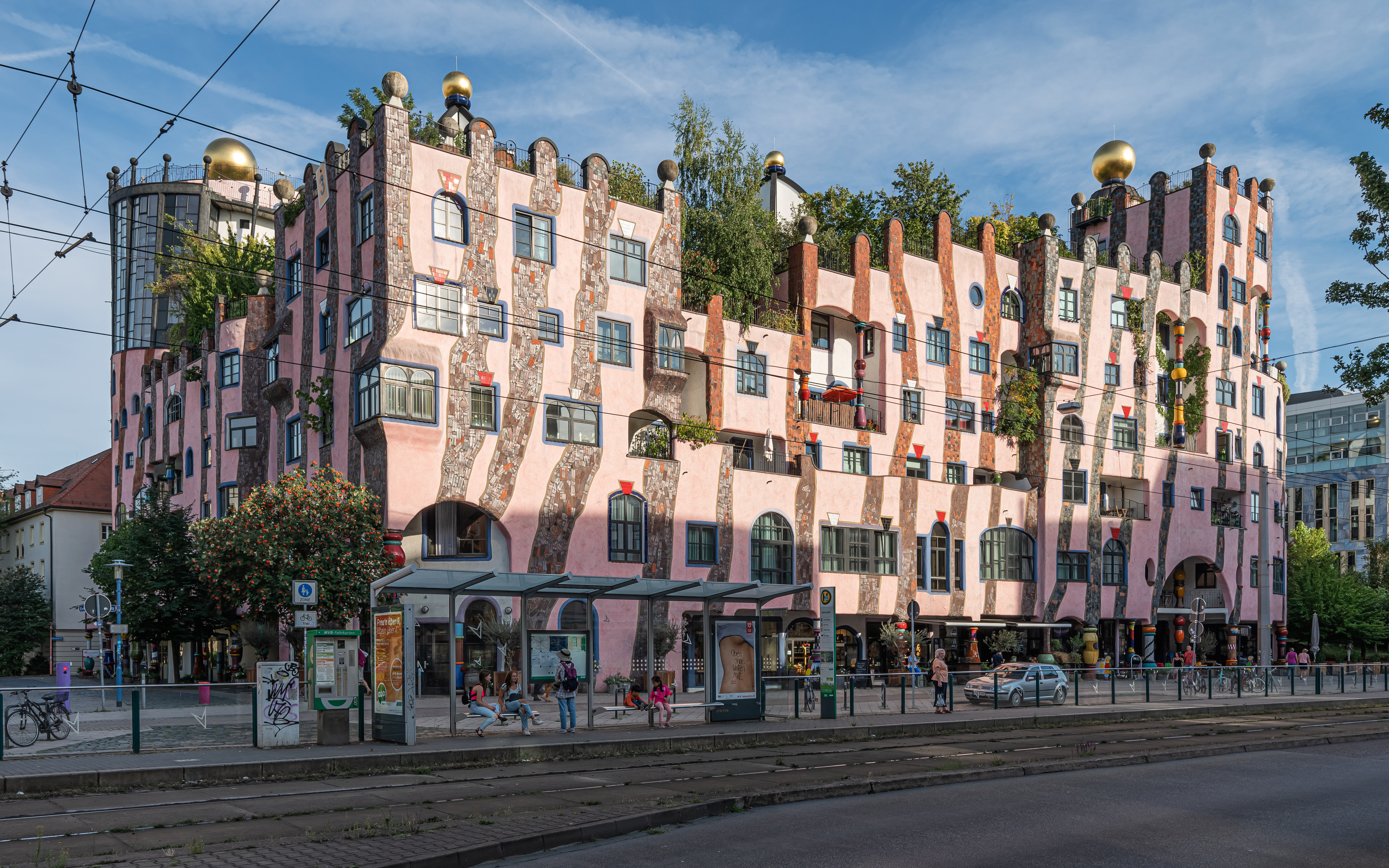
绿色城堡

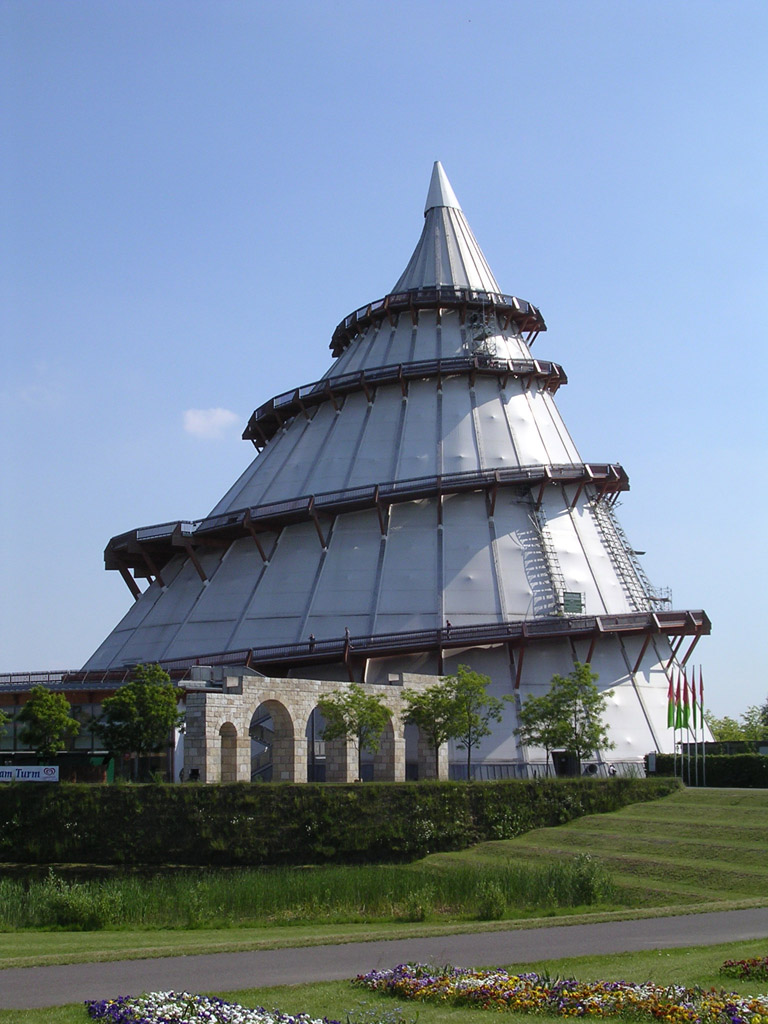
千年塔

- 1654年，奥托·冯·居里克进行了著名的马格德堡半球实验。
- 1680年，在最后一任行政官死后，勃兰登堡-普鲁士将马格德堡吞并，将其设立为半自治的“马格德堡公国”。
- 1806年，在拿破仑战争期间，马格德堡向法国军队投降，成为法国控制的威斯特伐利亚王国的一部分。
- 1815年，拿破仑战争后，普鲁士设立了萨克森省，首府马格德堡。
- 1912年，堡垒被拆除。
- 1945年，第二次世界大战期间，马格德堡在盟军的炮火下几乎完全毁灭。在德国，其毁坏程度仅次于德累斯顿。美国和苏联的军队占领了该城，但是，美军先行撤离了此地。
- 1945年至1990年，许多战前的城市建筑物被毁坏，仅有少量位于主教座堂附近的建筑还保持着战前的状态。在两德统一之前，马格德堡属于東德。
- 1990年，马格德堡成为两德统一后的新的萨克森-安哈尔特的首府。
- 1994年，马格德堡成为罗马天主教教区的主教座位所在地（即天主教马格德堡教区）。

## 马格德堡主教座堂
马格德堡最为著名的建筑是“圣凯瑟琳圣莫里斯主教座堂”，高104米，是德国东部最高的教堂。
主教座堂的前身是隐修院中一个建于937年的教堂，称作圣莫里斯教堂。973年，奥托一世与妻子在此举行婚礼。1207年，圣莫里斯被完全烧毁。在相当长的一段时间内，教堂的精确位置一直无法得知，直到2003年5月才被发现。
新教堂的修建工程持续了300年。圣凯瑟琳圣莫里斯主教座堂是德国第一座哥特式的教堂建筑。
虽然主教座堂是三十年战争中唯一幸存的建筑，但在二战期间，它还是受到了损坏。不过，修复工作随后就展开了，并于1955年完工。

## 友好城市
| - 波斯尼亚和黑塞哥维那萨拉热窝 - 德国不伦瑞克 - 美國纳什维尔 - 乌克兰扎波罗热 - 波兰拉多姆 - 中华人民共和国哈尔滨市 - 法国勒阿弗尔 |

## 交通
马格德堡的地理位置使它成为水路、铁路和公路的交通枢纽。

### 水路
通过易北河可以到达位于汉堡的海港和南部的德雷斯顿、捷克。临近的马格德堡水路十字路口使马格德堡通过中德运河和易北河—哈维尔运河沟通了东西方向的交通。船只通过这些运河可以到达鲁尔区、柏林和波兰。马格德堡易北河港口由四个独立的港口组成：运河港口、工业港口、汉萨同盟港口和商业港口，它也是德国中部最大的内陆港口。一个船闸正在建造，建成后汉萨同盟港口和运河港口就可以达到中土运河的水位。

### 铁路
几条不同的铁路在马格德堡会聚。铁路主线汉诺威－马格德堡－柏林、Wittenberge－马格德堡－哈雷、马格德堡－Dessau－来比锡和铁路支线方向Loburg、Halberstadt、Oebisfelde、Sangerhausen在马格德堡主火车站会合。马格德堡主火车站有ICE和IC等级的列车经停。自从2001年有一组ICE2以本市名称命名。一个计划中的“1小时速度”（1小时一站，这几个德国城市之间的距离差不多就是1小时的路程）线路是从不来梅途径汉诺威、Wolfsburg、斯腾达、马格德堡、哈雷、到达德勒斯登。

### 公路
马格德堡同样是一个重要的公路枢纽。马格德堡北部有重要的东西向的A2高速公路（汉诺威－马格德堡－柏林），A2在马格德堡与A14高速公路相交（马格德堡－哈雷－来比锡）。A14公路计划延长到Schwerin，这样马格德堡通过公路就可以到达北部。（Altmark高速公路，德语：Altmark-Autobahn）

“马格德堡指环”（一种城市高速公路，有最低限速）贯穿马格德堡南北，其上有联邦高速公路71号、81号和189号的一部分。东西方向上1号公路穿过了马格德堡，马格德堡东部还是184号公路的起点。

### 空运
城市南部有马格德堡飞机场。

## 其他
馬格德堡的流通貨幣除了歐元外，還有地方貨幣Urstromtaler。 （页面存档备份，存于）